# 天坂格郎
天坂 格郎（あまさか かくろう、1947年 - ）は、日本の生産工学者。青山学院大学名誉教授。元オペレーションズマネジメント＆ストラテジー学会会長。元日本生産管理学会副会長。

## 人物・経歴
青森県青森市出身。八戸工業高等専門学校機械工学科卒業後、1968年トヨタ自動車工業入社。元町工場検査部品質調査課技術員、オーストラリア室技師補、元町工場検査部技術員室技師、元町工場機械部技術員室係長等を経て、1997年広島大学博士（工学）、1998年トヨタ自動車TQM推進部主査［部長］。2000年青山学院大学理工学部経営システム工学科教授。2002年日本科学技術連盟デミング賞審査委員会委員。2003年日本生産管理学会副会長。2008年八戸市八戸特派大使。2011年オペレーションズ・マネジメント＆ストラテジー学会会長。2016年青山学院大学名誉教授。統計数理研究所リスク解析戦略研究センター客員教授、八戸工業高等学校非常勤講師も務めた。

## 受賞
- 愛知発明奨励賞（平成3年）[1]
- 日経品質管理文献賞（平成4年）[1]
- 品質技術賞（平成5年）[1]
- 品質技術賞（平成11年）[1]
- 日経品質管理文献賞（平成12年）[1]
- 日経品質管理文献賞（平成13年）[1]
- 日本感性工学会出版賞（平成14年）[1]
- 日経品質管理文献賞（平成22年）[1]
- Informs Best Paper Award（平成25年）[1]

## 著書
- 『官能評価の基礎と応用 : 自動車における感性のエンジニアリングのために』（長沢伸也と共著）日本規格協会 2000年
- 『もの造りの原点 : インテリジェンス管理図活用のすすめ : デジタルエンジニアリングによる高品質保証』（編著）日本規格協会 2003年
- 『ニュージャパンモデルサイエンスTQM : 戦略的品質経営の理論と実際』（編著）丸善 2007年
- 『ものづくり新論-JITを超えて : ジャストインタイムの進化』（黒須誠治, 森田道也と共著）森北出版 2008年
- 『研究開発特論 : 学際性を備えた実践的科学者・技術者の育成 : 新講座-大学院実践応用力強化プログラム』（編著）三恵社 2012年
- 『ものづくり新論 : オペレーションズ・マネジメント戦略21C : 製造業経営の要諦』（編著）三恵社 2019年